# (200747) 2001 VB119
(200747) 2001 VB119 es un asteroide perteneciente al cinturón de asteroides, región del sistema solar que se encuentra entre las órbitas de Marte y Júpiter, más concretamente a la familia de Massalia, descubierto el 12 de noviembre de 2001 por el equipo del Lincoln Near-Earth Asteroid Research desde el Laboratorio Lincoln, Socorro, Nuevo México, Estados Unidos.

## Designación y nombre
Designado provisionalmente como 2001 VB119. 

## Características orbitales
2001 VB119 está situado a una distancia media del Sol de 2,367 ua, pudiendo alejarse hasta 2,841 ua y acercarse hasta 1,893 ua. Su excentricidad es 0,200 y la inclinación orbital 0,405 grados. Emplea 1330,61 días en completar una órbita alrededor del Sol.

## Características físicas
La magnitud absoluta de 2001 VB119 es 17,6. 